# Gottfried Heinrich zu Pappenheim
Pour les articles homonymes, voir Pappenheim.
Gottfried Heinrich, comte souverain de Pappenheim (né le 8 juin 1594 (calendrier grégorien) à Treuchtlingen ; mort le 17 novembre 1632 à Leipzig), maréchal du Saint-Empire, commandait un régiment de cavalerie pour le compte de la Ligue et de l'Empereur pendant la Guerre de Trente Ans. Son régiment de cuirassiers, l'une des unités de cavalerie les plus réputées de cette guerre, s'illustra entre autres à la bataille de Breitenfeld (1631).

## Biographie
Gottfried Heinrich zu Pappenheim était le rejeton de la dynastie des Pappenheim, une ancienne famille de ministériels du Saint-Empire, établie dans le fief de Pappenheim sur l'Altmühl en Moyenne-Franconie et dont les charges remontaient à 1111. Au cours de la Réforme, les Pappenheim se convertirent au protestantisme, mais en septembre 1616, Gottfried Heinrich revenait au  catholicisme. Il fut ensuite admis au conseil aulique du Saint-Empire à Prague et se rallia d'emblée à la Ligue catholique.
En 1604 il s'était inscrit à l’Université d’Ingolstadt, poursuivit ses études en 1607 à l’Université de Tübingen, et fréquenta enfin en 1610 l'université d'Altdorf, où il reçut la charge de recteur honoraire (Adelsrektor) l'année suivante (1611).
En 1617 il combattit victorieusement les envahisseurs suédois aux côtés des Polonais. En 1619 il devenait lieutenant d'un régiment loyaliste de cuirassiers, qui fut engagé l'année suivante à la bataille de la Montagne Blanche. Au cours du combat, Pappenheim, grièvement blessé, fut laissé pour mort sur le champ de bataille. Au cours de la nuit, il n'échappa à l'assassinat par les pilleurs de cadavres que contre une forte somme d'argent, pris à partie par un voleur qui lui demanda « Mon gars, qui es-tu? Tu portes de beaux habits, je dois t’achever. » Alors Pappenheim souffla son nom au pillard qui lui répondit : « Votre Seigneurie n'est pas un ennemi. Elle est un allié. » Contre la promesse de 1 000 thalers, le « compagnon d'armes catholique » (katholische Mitstreiter) Pappenheim put se faire transporter dans les environs de Prague où le propre chirurgien de Maximilien « avec l'aide de Dieu le rendit apte au service. »
En 1623 il était colonel d'une unité de cuirassiers, qu'on appela le régiment de Pappenheim. Jusqu'en 1625 il combattit pour l'empereur en Lombardie et après de durs combats, il réussit à défaire un soulèvement de paysans en Haute-Autriche en 1626. L'année suivante il s’emparait de la forteresse de Wolfenbüttel, l’une des mieux défendues d’Allemagne du Nord. Pappenheim, qui ne disposait pas d'assez d'hommes pour un assaut direct, imagina d’accéder aux remparts retranchés derrière l'Oker en levant une digue sur cette rivière. En reconnaissance de ses états de service, Pappenheim fut élevé à la dignité de comte d'empire en 1628, puis fut nommé maréchal en 1631. Cette année-là, Pappenheim entreprenait le siège de Magdebourg, bientôt rejoint par le comte de Tilly. À l'aube du 20 mai, Pappenheim ordonna l’assaut général contre les remparts. Un incendie se déclencha au cours des combats, qui réduisit pratiquement en cendres la ville de Magdebourg.

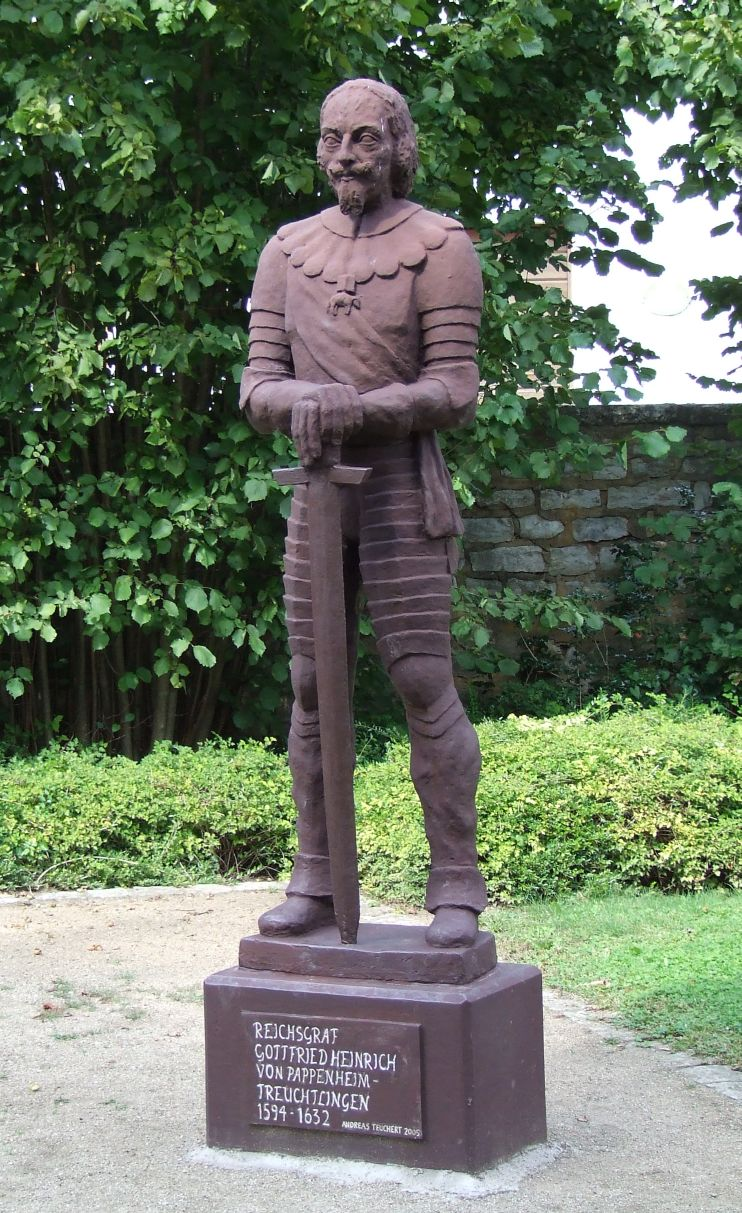
Statue de Gottfried Heinrich zu Pappenheim à Treuchtlingen

En septembre 1631, Pappenheim menait une reconnaissance avec ses troupes dans les environs de Leipzig lorsqu’il tomba sur le camp des Suédois ; de son propre chef, il engagea l’ennemi et après de durs combats le força à déployer ses rangs. Le comte de Tilly, qui attendait des renforts, aurait voulu éviter un affrontement en bataille rangée, mais l’initiative de Pappenheim le força à anticiper le combat. C'est ainsi que commença la bataille de Breitenfeld, à l’issue de laquelle les troupes du comte de Tilly et de Pappenheim furent battues par les Saxons et les Suédois. Ce n’est que par de sanglants combats de l’arrière-garde menée par les cuirassiers de Pappenheim que l'armée de Tilly parvint à se sauver.
Après cette première bataille de Breitenfeld le 17 septembre 1631, les troupes de Pappenheim étaient désormais seules face aux Suédois. Faisant chemin vers la Westphalie, elles pillèrent puis incendièrent Langensalza. Tandis qu’en 1631–1632 l'armée impériale prenait ses quartiers d'hiver dans la vallée de la Weser près de Rinteln, le redoutable général von Pappenheim s'installait au château-fort de Sternberg dans la vallée de l’Exter à proximité de la commune actuelle d'Extertal.
Puis Pappenheim reprit sa route à travers la Westphalie en empruntant l'ancienne route appelée Hellweg. Après l'affaire de Langensalza, toutes les places-fortes de Paderborn à Soest se déclarèrent ville ouverte. Seule la ville d'empire de Dortmund refusa l'entrée de la soldatesque, sur quoi Pappenheim ordonna le siège puis l'assaut de la ville. Après une fusillade lors du creusement des tranchées de siège, il fit bombarder la ville le 21 juillet 1632, provoquant l'incendie de quelques maisons. Dortmund se rendit peu après : les troupes de Pappenheim l’occupèrent encore 25 semaines en raison de son intérêt stratégique. Pappenheim exigea une contribution de 50 000 thalers (faute de quoi il incendierait la ville), qui après tractations fut ramenée à 17 000, ce qui représentait malgré tout une énorme rançon pour les bourgeois.
Ses troupes pillèrent plusieurs châteaux : ainsi les Kriegsbeschwerungen für den Kurfürsten Georg Wilhelm (1638) signalent que le Comté de La Marck a dû subir le pillage et se résigner à la destruction de 70 maisons nobles et plus lors des marches et contre-marches.
En février 1632, les troupes suédoises commandées par le duc Georges de Brunswick firent irruption dans la vallée de la Weser. Le 2 mars elles remportaient la bataille de Rinteln (1632), puis le 28 juin la bataille de Hameln.
En juin 1632, les troupes des Provinces-Unies mirent le siège devant la ville pro-Habsbourg de Maëstricht. La régente des Pays-Bas espagnols, Isabelle-Claire-Eugénie d'Autriche, appela finalement le maréchal von Pappenheim à l'aide, lui promettant une forte récompense. Pappenheim se porta immédiatement sur Maëstricht, mais l'assaut qu'il lança le 17 août sur les positions néerlandaises se solda par un échec, les contingents espagnols retranchés à l'intérieur de la citadelle renonçant à une sortie. Il se replia alors – non sans mettre au pillage les pays traversés. Cinq jours plus tard, la garnison de Maëstricht se rendait aux Républicains.
En novembre 1632, Pappenheim reçut l'ordre du général Wallenstein de se rendre à Halle pour y prendre ses quartiers d'hiver en vue d'une prochaine campagne.

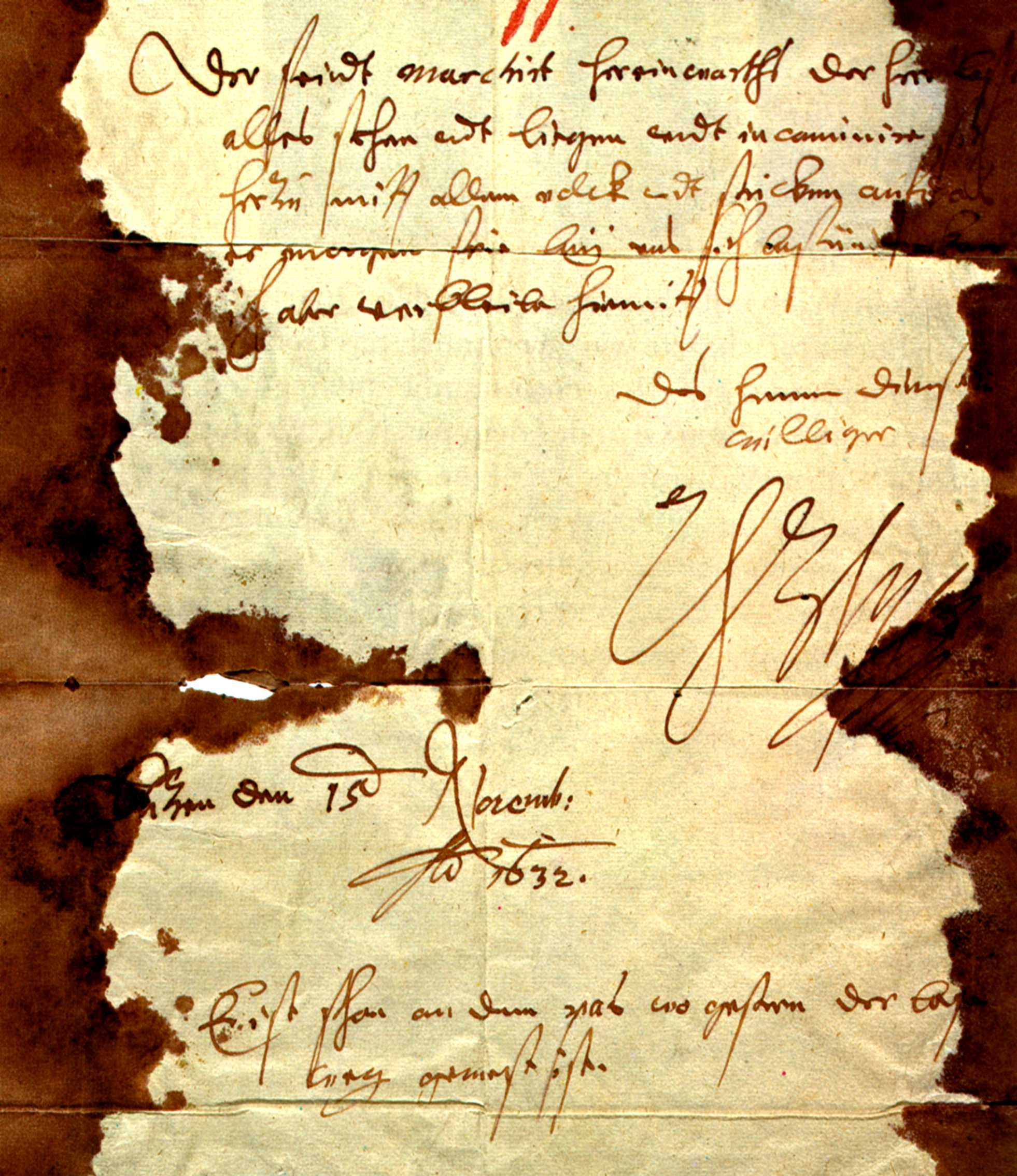
Appel à l'aide de Wallenstein à Pappenheim

Peu après, l'armée de Wallenstein fut interceptée par les Suédois, et contrainte à une bataille rangée. Wallenstein dépêcha immédiatement des messagers vers Pappenheim pour qu'il vienne à la rescousse. Le 16 novembre, Pappenheim arriva juste à temps avec sa cavalerie sur le champ de bataille de Lutzen et vers 14 heures chargea les colonnes ennemies. Vers quinze heures Pappenheim fut mortellement blessé et ses troupes le transportèrent jusqu'à  Leipzig, où il mourut le 17 novembre 1632. Sur ordre de Wallenstein, Pappenheim fut inhumé dans le monastère de Strahov à Prague.
La lettre de Wallenstein à Pappenheim a été conservée et elle est toujours exposée au Musée de l’Armée de Vienne. Les traces de sang qui maculent cet autographe rappellent que Pappenheim trouva la mort dans les heures qui suivirent.

## Réputation posthume
Le comte Gottfried Heinrich passait aux yeux de ses contemporains comme un homme sûr, très cultivé et audacieux, mais impulsif. Ses traits de caractère étaient en parfait accord avec la mentalité des cuirassiers.
L'intrépidité de ses cavaliers est restée proverbiale : « Je connais mes Pappenheimer! » fut longtemps en allemand une marque de confiance. Appartenir au régiment de Pappenheim était synonyme d'intrépidité, de courage indomptable et de fidélité à toute épreuve. En allemand moderne, au contraire, le qualificatif de Pappenheimer est utilisé de façon ironique pour marquer une certaine insatisfaction vis-à-vis d'un collaborateur.
Friedrich Schiller utilise cette expression dans l'une de ses pièces, « La Mort de Wallenstein » : à une délégation de cuirassiers qui demandent au général autrichien si la rumeur de tractations entre lui et l'ennemi est fondée, Schiller fait dire au général Wallenstein : « Je reconnais bien là mes Pappenheimer! »
Un buste de Gottfried Heinrich zu Pappenheim est exposé à la Ruhmeshalle de Munich.

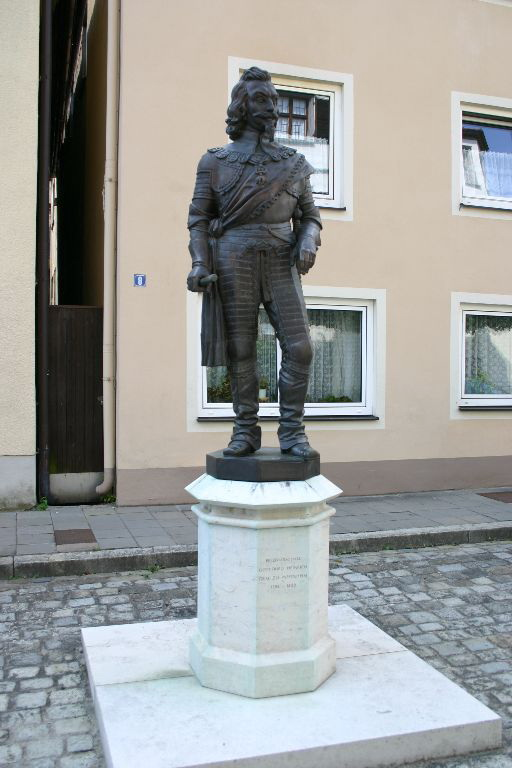
Monument à Pappenheim

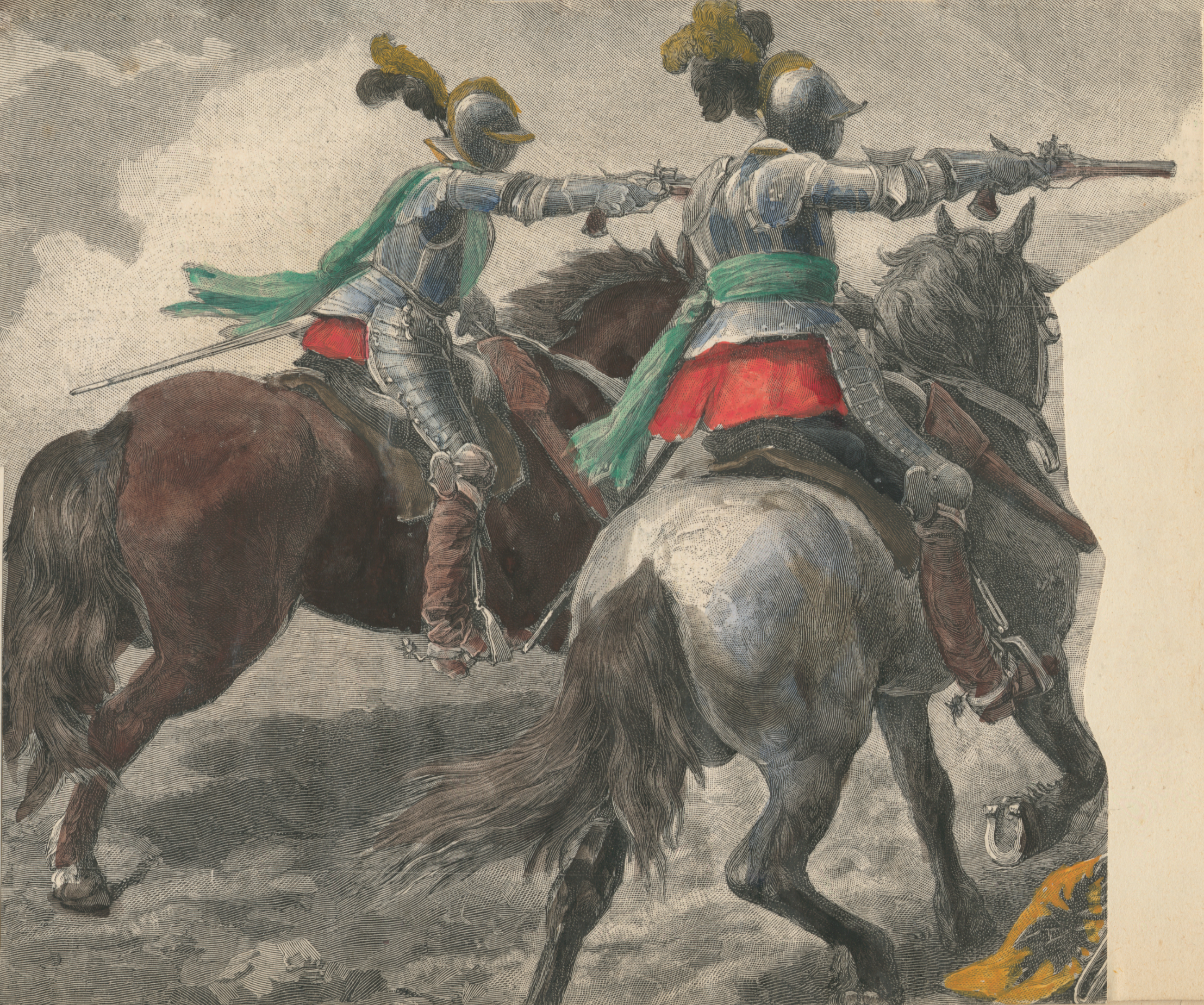
Cuirassiers de Pappenheim tirant au pistolet.

## Proverbe
Il existe à propos de Pappenheim une vieille chanson à boire dont l'auteur est resté anonyme:
||: General Pappenheimer, der soll leben,
General Pappenheimer lebe hoch! :||
Beim Bier und beim Wein,
lust'ge Pappenheimer woll'n wir sein.
Beim Wein und beim Bier,
lust'ge Pappenheimer, das sind wir!